# 兰达 (北达科他州)
兰达（英語：Landa），是美国北达科他州下属的一座城市。根据2010年美国人口普查，该市有人口38人。